# Ben l'Oncle Soul
Benjamin Duterde mais conhecido como Ben l'Oncle Soul, é um cantor francês nascido em 1984, natural da cidade Tours em  Indre-et-Loire, região central da França.

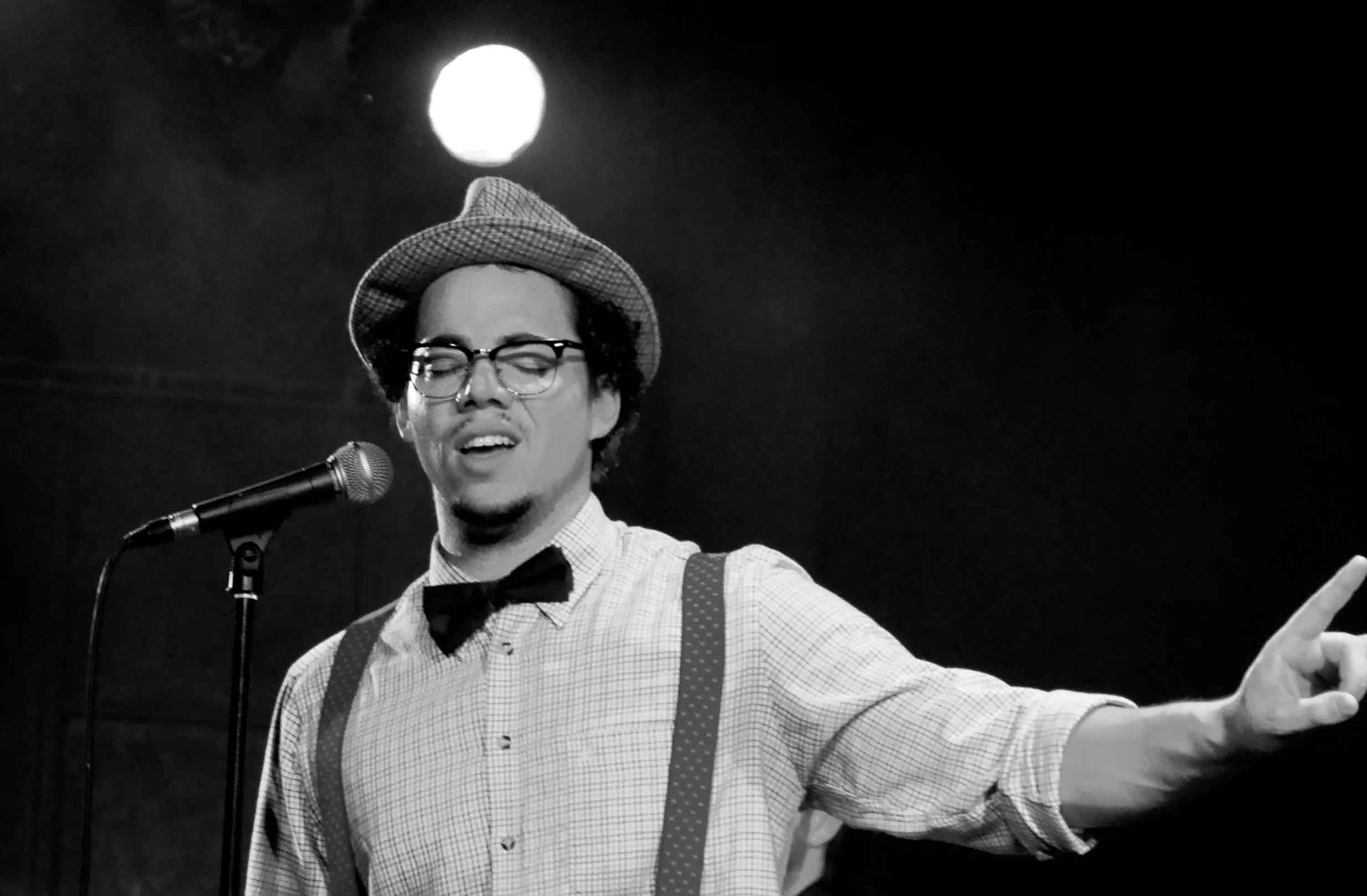
Ben l'oncle soul

## Biografia
Depois de se formar em Belas Artes, Ben começou uma carreira de cantor profissional em 2004 em um grupo de gospel chamado Touraine Fitiavana. Ben adquiriu uma certa notoriedade através da versão de Seven Nation Army do White Stripes e do contrato com a conhecida gravadora Motown.
Em 2009 lançou seu primeiro EP, Soul Wash Lesson One  que inclui seis títulos, entre eles Seven Nation Army.
Seu primeiro álbum, Ben l'Oncle Soul, foi lançado em 17 de Maio de 2010 . Há quatorze títulos em Inglês e Francês, num registo soul dos anos 1960, marcado com o típico som da Motown, com um vibrado de Stevie Wonder.
Ele continuou em paralelo ate se tornar conhecido por executar a primeira parte de Musiq Soulchild, India Arie e Dwele.
Soulman ,uma das músicas, soa como o hit My Girl do Temptations . Além disso, durante os shows Ben e seus músicos, dançam a coreografia à maneira Temptations.

## Colaborações
Ben canta a canção Spy ao lado de Beat Assailant, no álbum Rhyme Space Continuum lançado em 12 outubro de 2009.
Ben também está ao lado de Aquenáton, o título À mi-chemin, do álbum lançado 15 de março de 2010 do grupo de rap Nantes Hocus Pocus.
Ben também está no dueto com Laure Milan, Ni l'envie ni le temps, lançado em 2008.
Ben também aparece na canção Where is the love ao lado de 20syl do Hocus Pocus no álbum Play Electro Deluxe, lançado em 2010.

## Projetos Audiovisuais
Em julho de 2005, Ben filmou um curta em Paris, intitulado Soul Wash The Movie, comedia-romantica fantastica visual de 25 minutos. Ben interpreta o dono da Soul Records, uma loja de vinil á beira da falência. Os discos de soulman não vendem. Ben vai procurar o conselho de seu avô, interpretado por Jacob Desvarieux grupo Kassav. Ele lhe dá uma poção mágica, o Soul Wash.

## Discografia
- Soul Wash Lesson One
  - Seven Nation Army ( The White Stripes )
  - Crazy ( Gnarls Barkley )
  - Barbie Girl (Aqua)
  - Sympathique ( Pink Martini )
  - I Kissed a Girl ( Katy Perry )
  - Say You'll Be There ( The Spice Girls )'

- Ben l'Oncle Soul
  - Seven Nation Army (versão remasterizada )
  - Soulman
  - Petite Sœur
  - Mon amour
  - Elle me dit
  - I Don't Wanna Waste
  - Come Home
  - L'Ombre d'un homme
  - Ain't Off to the Back
  - Lise
  - Demain j'arrête
  -  Partir
  - Lose It
  - Back for You

## Curiosidades
Ben tem estilo próprio, gosta de se vestir com roupas inspiradas nos grupos de soul norte americanos dos anos 1950 e 1960. Ainda bem jovem, ele brincava com a gravata borboleta de seu avô, daí o seu apelido de "Tio Ben", referindo-se ao rosto da marca de arroz Uncle Ben's . Mas, devido a problemas de direitos com a marca, ele mudou seu nome para Ben l'Oncle Soul , em 2009.

## Motown
Ele sempre sonhou em ter um contrato com a lendária gravadora Motown e desde que ganhou o contrato, ele tem tatuado em seu pulso esquerdo o logotipo da Motown.